# Vic Wilson
 Vic Wilson  va ser un pilot de curses automobilístiques britànic que va arribar a disputar curses de Fórmula 1.
Vic Wilson va néixer el 14 d'abril del 1931 a Drypool, Hull, Anglaterra i va morir el 14 de gener del 2001 en un accident a Gerrards Cross, Buckinghamshire, Anglaterra.

## A la F1
Va debutar a la novena i penúltima cursa de la temporada 1960 (l'onzena temporada de la història) del campionat del món de la Fórmula 1, disputant el 4 de setembre del 1960 el GP d'Itàlia al Circuit de Monza.
Vic Wilson va participar en un total de dues proves puntuables pel campionat de la F1, disputades en dues temporades diferents (1960 i 1966) no aconseguint finalitzar cap cursa i no assolí cap punt pel campionat del món de pilots.

## Resultats a la Fórmula 1
| Any  | Equip            | Xassís  | Motor   | 1   | 2       | 3   | 4   | 5   | 6   | 7   | 8   | 9       | 10  | Posició | Punts |
| ---- | ---------------- | ------- | ------- | --- | ------- | --- | --- | --- | --- | --- | --- | ------- | --- | ------- | ----- |
| 1960 | Equipe Prideaux  | Cooper  | Climax  | ARG | MON     | 500 | HOL | BEL | FRA | GBR | POR | ITA Ret | USA | -       | 0     |
| 1966 | Scuderia Ferrari | Ferrari | Ferrari | MON | BEL NVS | FRA | GBR | HOL | ALE | ITA | USA | MEX     |     | -       | 0     |

### Resum
| Curses: | Victòries: | Pòdiums: | Poles: | Voltes ràpides: | Punts: |
| ------- | ---------- | -------- | ------ | --------------- | ------ |
| 2       | 0          | 0        | 0      | 0               | 0      |